# Frédéric Schoell
Maximilien Samson Frédéric Schoell (tyska: Maximilian Samson Friedrich Schöll), född 1766 i Harskirchen i Nassau-Saarbrücken, död 1833 i Paris, var en tysk-fransk litteraturhistoriker och historiker.
Schoell studerade juridik i Strassburg, var sedermera under en kortare tid redaktör för en tidning i Posen och övertog 1796 i Basel ledningen av en bokhandel och ett tryckeri. År 1803 fick han anställning vid preussiska legationen i Paris, där han avancerade till legationsråd, och 1819 utnämndes han till föredragande råd i preussiska utrikesministeriet. Under sin diplomatiska bana åtföljde han statskansleren furst Hardenberg till flera kongresser, bland annat den i Wien.
Schoell utgav Histoire abrégée de la littérature grecque (1813; 2:a upplagan 1824), Recueil des piéces officielles destinées à détromper les francais sur les événements qui se sont passés depuis quelques années (9 band, 1814 -16), vari han upplyste fransmännen om åtskilliga historiska fakta av nyare datum, vilka den kejserliga polisen undanhållit dem, Histoire de la littérature romaine (1815), Recueil des piéces relatives au congrés de Vienne (6 band, 1816-18), Histoire abrégée des traités de paix (15 band, 1817-18), Archives politiques ou diplomatiques (3 band, 1818-19), Tableau des revolutions de l'Europe (1823, författad av Christophe-Guillaume Koch, men efter hans död med förbättringar och tillökningar utgiven av Schoell; "Historisk tafla öfver Europas statshvälfningar", 3 band, 1825-32), vidare det berömda verket Cours d'histoire des états européens depuis la chute de l'empire romain jusqu'en 1789 (46 band, 1830-36) med mera.